# 廣東工業專科學校
廣東工業專科學校，簡稱廣東工專，是民國時期的一所專科學校，也是當今华南理工大学的前身學校之一。

## 沿革

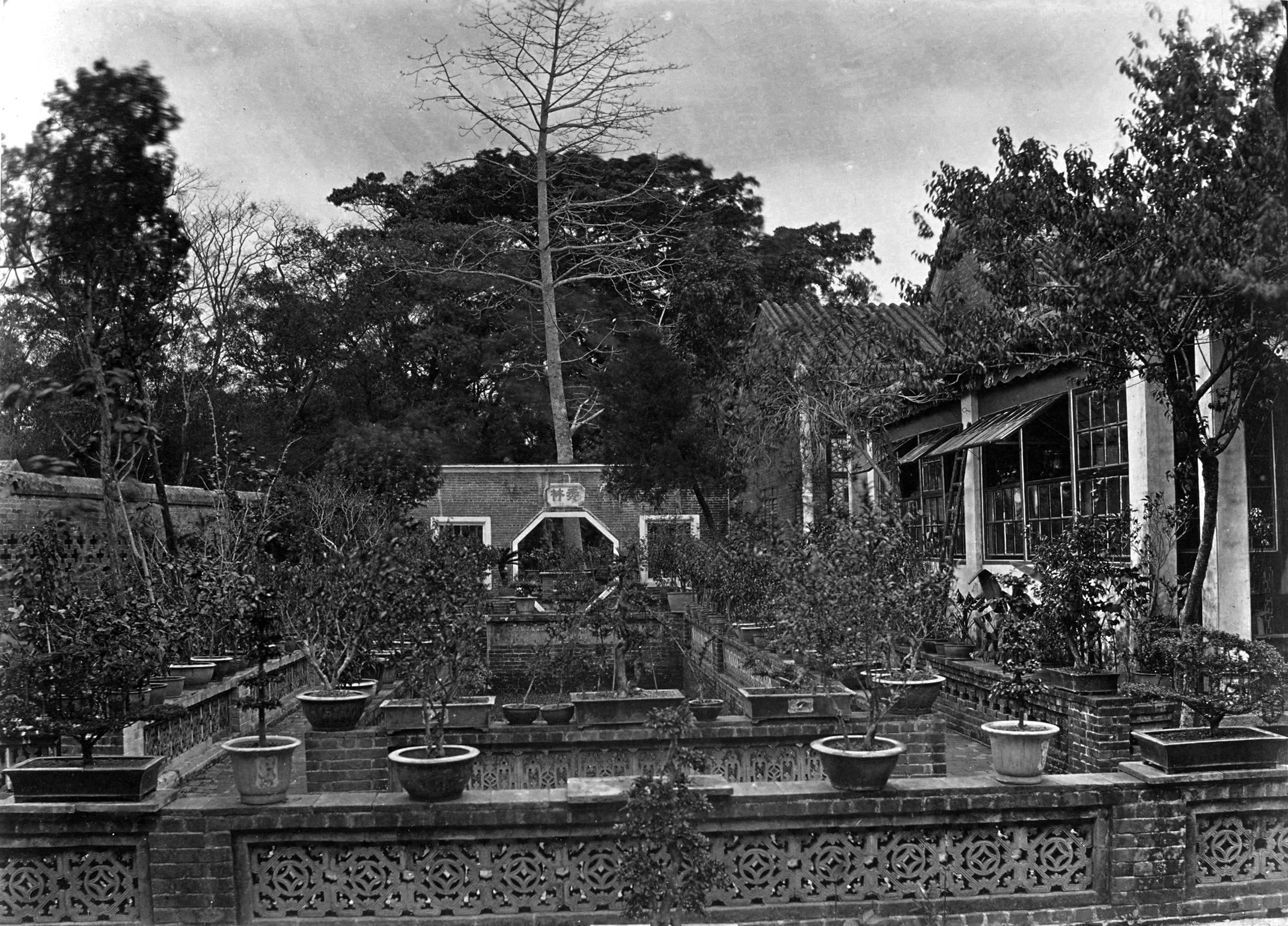
廣東工業專科學校的原址曾是稱作“离明观”的花園，在郑观应的請求下，两广总督批准將它劃歸广东工艺局。1860年到1880年之間拍攝。

### 工艺局时期
工专的前身为晚清政府广东劝业道于1910年8月在广州增埗设置的广东工艺局。1911年10月，工艺局第一次停办。1912-1916年再次办学。1917年10月，第二次复办。工艺局的办学起点低，初期只为开智和教化民众，但已具初步的的职业教育形态。

### 局校并存时期
1918年1月，工艺局开设工业学校广东工艺局附设工业学校，并在同年8月20日更名为广东省立第一甲种工业学校（简称甲工），成为为当时广东省立的惟一一所工业学校，黄巽为校长。根据1912年公布的《实业学校令》，实业学校分为甲乙两种，甲种学校相当于清代的中等实业学堂；1922年，国民政府规定甲种学校实施完全普通实业教育。甲工时期的历任校长与教师大多具有留学欧美及日本的经历。

### 工专前期

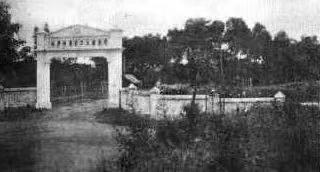
1930年代的工专

1921年5月，工艺局并入甲工，原有工场及经费拨归甲工使用。1924年7月，甲工改制并升格为广东省立工业专门学校，着手培养专科高级工业人才，校长为邹卓然。1926年8月，工专合并至国立中山大学，设为其工业部，原本用以筹设中大的工科学系，但不久后中大改组，工业部撤消，其交回广东省教育厅重新设校，恢复原有工专的校名。时任丘琛为校长，设置土木、机械、化工三个工业专科。1930年，再改称广东省立工业专科学校。

### 勷大时期
1932年，适值陈济棠推行三年施政计划，正筹备一间省立大学；为纪念不久前因拔牙而意外去世的国民党元老古应芬（字勷勤），陈济棠决定将其命名为广东省立勷勤大学，命广东省政府和广州市政府共同负责筹办工作。工专因此于同年8月筹设建筑工程专科，1933年初又增设大学部。至6月全校学生已增至400多人。1933年6月，卢德被委任为勷勤工学院代理院长，工专于同年8月扩设为勷勤工学院。
1934年7月，勷勤工学院与勷勤师范学院和商学院整合为广东省立勷勤大学，勷勤工学院因此成为勷勤大学下设的工学院。工学院设机械、化学、土木和建筑四系，其中建筑系主任林克明和土木系主任罗明燏都是当时工程界最具实力的人物，勷勤大学也成为当时除中央大学外中国仅有开设建筑系的学校。
勷大工学院初期的院址设在增埗，1936年9月迁入位于石榴岗的新校址。抗日战争爆发后，工学院先后迁至广东新兴和云浮办学。此时陈济棠已下台，国民政府便借勷大数个学院迁入内地办学为由，在1938年宣布将勷大解散，其工学院并入国立中山大学。

### 工专后期
1944年夏，广东省教育厅复办广东省立工业专科学校，委谭孟衍为校长，校址设在高要县长江坡。1945年2月，改任黄巽为校长，迁校于云浮县腰古墟。抗日战争胜利后，因广州增埗原校址已办为海事学校，所以暂在肇庆市设校。1946年4月，王仁宇继任校长，迁高要县湖山师范旧址，设水利工程、机械工程、化学工程、纺织工程、土木工程五科，有学生254人，是当时国内23所省、市立专科学校之一。
1949年后，工专迁回广州，其仅剩化工、机械、水利科，在校生仅106人，教师15人。1950年，更名为广东工业专科学校。1952年高校调整后，整体并入华南工学院（现华南理工大学）。自复办至并校为止，共培养800余名毕业生。

## 知名校友
- 阮啸仙
- 刘尔崧
- 谭植棠
- 杨匏安